# Puente Alto
För andra betydelser, se Puente Alto (olika betydelser).
Puente Alto är en stad i Chile och ligger i regionen Región Metropolitana de Santiago. Det är en förort till Santiago och hade cirka 570 000 invånare vid folkräkningen 2017.